# Metabus
Metabus is een geslacht van spinnen uit de  familie van de Tetragnathidae (Strekspinnen).

## Soorten
- Metabus conacyt Álvarez-Padilla, 2007
- Metabus debilis (O. P.-Cambridge, 1889)
- Metabus ebanoverde Álvarez-Padilla, 2007
- Metabus ocellatus (Keyserling, 1864)